# Skandinavisk Dyrepark

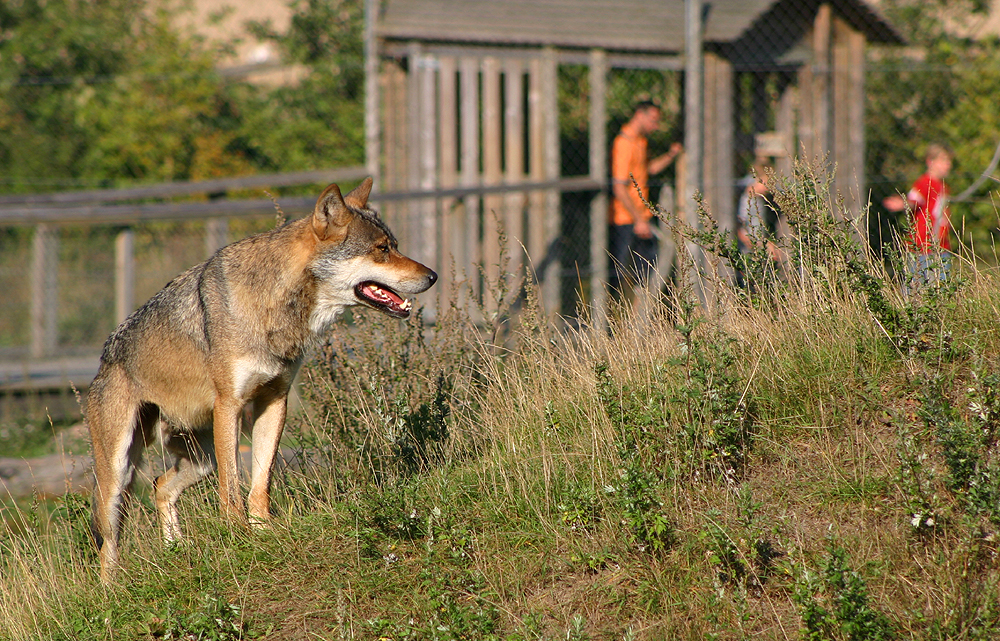
Het wolvenpark van Skandinavisk Dyrepark

Skandinavisk Dyrepark is een dierenpark in Djursland, ten zuidoosten van Kolind, in Denemarken. Het park is gespecialiseerd in Scandinavische dieren en opende in 1994 onder de naam Hjortenes verden (Hertenwereld). In 2000 kreeg het park de huidige naam.
In het park vindt men onder meer de volgende soorten: eland, rendier, edelhert, sikahert, damhert, ree, muskusos, rode vos, poolvos, bunzing, steppebunzing, wolf, bruine beer, ijsbeer, Centraal-Europees wild zwijn, rode eekhoorn, geit (oud Deens Landras), ooievaar, grauwe gans, brandgans, taigarietgans, ringslang en adder. Het park beslaat een oppervlakte van 45 hectare. Er worden regelmatig nieuwe soorten aan de collectie toegevoegd.
De belangrijkste bezienswaardigheden zijn de wolven- en berenparken. Het wolvenpark beslaat 1,5 hectare en wordt bewoond door 7 volwassen wolven plus pups, terwijl het berenpark 2,5 hectare groot is en de thuisbasis is van 10 bruine beren.
In 2006 opende 's werelds grootste ijsberenverblijf, van 2,8 hectare. Het ijsberenpark is aangelegd met heuvels, bomen, stammen en grote stenen en twee meren van respectievelijk 5.000 vierkante meter en 350 vierkante meter. Het kleine meer beschikt ook over een ijsmachine, zodat de ijsberen elke dag 5 ton "scherfijs" in hun verblijf geblazen krijgen.